# Prix Reine du Corta
Prix Reine du Corta är ett travlopp för 3-åriga varmblodiga ston som körs på Vincennesbanan utanför Paris i Frankrike varje år. Det går av stapeln samma dag som Prix Abel Bassigny. Det är ett Grupp 2-lopp, det vill säga ett lopp av näst högsta internationella klass. Loppet körs över distansen 2175 meter. Förstapris är 54 000 euro, vilket gör loppet till ett av de större treåringsloppen i Frankrike.

## Vinnare
| År   | Häst               | Efter              | Kusk                  | Tränare                 | Tid    |
| ---- | ------------------ | ------------------ | --------------------- | ----------------------- | ------ |
| 2025 | Magic Night        | Helgafell          | Paul Philippe Ploquin | Philippe Allaire        | 1'11"5 |
| 2024 | Lotta Bourbon      | Prodigious         | Anthony Barrier       | Sébastien Guarato       | 1'12"6 |
| 2023 | Kana de Beylev     | Express Jet        | Benjamin Rochard      | William Bigeon          | 1'12"0 |
| 2022 | Jamaica Turbo      | Charly du Noyer    | Franck Nivard         | Fabrice Souloy          | 1'12"8 |
| 2021 | Idylle à Vie       | Ready Cash         | Jean-Philippe Monclin | Fabrice Souloy          | 1'11"4 |
| 2020 | Hirondelle Sibey   | Gazouillis         | Éric Raffin           | Jean-Michel Baudouin    | 1'13"2 |
| 2019 | Gunilla d'Atout    | Ready Cash         | Éric Raffin           | Sébastien Guarato       | 1'13"4 |
| 2018 | Fly With Us        | Ready Cash         | Yoann Lebourgeois     | Philippe Allaire        | 1'12"9 |
| 2017 | Erminig d'Oliverie | Scipion du Goutier | Franck Nivard         | Franck Leblanc          | 1'12"9 |
| 2016 | Douce Rebelle      | Sam Bourbon        | Jean-Pierre Dubois    | Yves Boireau            | 1'14"8 |
| 2015 | Combattante        | Sam Bourbon        | Pierre Vercruysse     | Louis Baudron           | 1'12"5 |
| 2014 | Billie de Montfort | Jasmin de Flore    | Éric Raffin           | Sébastien Guarato       | 1'13"5 |
| 2013 | Anastasia Fella    | Goetmals Wood      | Franck Nivard         | Fabrice Souloy          | 1'14"4 |
| 2012 | Victoire           | Kitko              | Mathieu Mottier       | Danielle Mottier        | 1'12"9 |
| 2011 | Union d'Urzy       | Coktail Jet        | Jos Verbeeck          | Thierry Duvaldestin     | 1'13"5 |
| 2010 | Tornade du Rib     | Ganymède           | David Thomain         | Joël Hallais            | 1'14"8 |
| 2009 | Sanawa             | Jeanbat du Vivier  | Jos Verbeeck          | Philippe Allaire        | 1'13"8 |
| 2008 | Royal Crown        | Love You           | Bernard Piton         | Jean Baudron            | 1'15"  |
| 2007 | Qualie d'Any       | Gai d'Hautmonière  | Jean-Michel Bazire    | Jean-Michel Bazire      | 1'14"9 |
| 2006 | Pearl Queen        | Carpe Diem         | Thierry Duvaldestin   | Thierry Duvaldestin     | 1'13"3 |
| 2005 | Oasis du Chêne     | Coktail Jet        | Franck Nivard         | Hervé Daougabel         | 1'15"1 |
| 2004 | Nikita du Rib      | Hulk des Champs    | Joël Hallais          | Joël Hallais            | 1'16"2 |
| 2003 | Miss de Corveil    | Ekir de Leau       | Michel Lenoir         | Jacques Bruneau         | 1'16"6 |
| 2002 | Lazio du Bourg     | Tadzio de la Motte | Joël Van Eeckhaute    | Joël Van Eeckhaute      | 1'16"2 |
| 2001 | Kelle Île          | Don Paulo          | Franck Anne           | Franck Anne             | 1'16"1 |
| 2000 | Jorade du Fruitier | Caballio in Blue   | Michel Lenoir         | Jacques Bruneau         | 1'18"7 |
| 1999 | Ivilla Blue        | Buvetier d'Aunou   | Michel Donio          | Michel Donio            | 1'15"2 |
| 1998 | Hextasia Volo      | Viking's Way       | Jean-Michel Bazire    | Laurent-Claude Abrivard | 1'18"8 |
| 1997 | Gentille de Brévol | Viking's Way       | Alain Laurent         | Alain Laurent           | 1'16"5 |
| 1996 | Foolish Princess   | Passionnant        | Ulf Nordin            | Ulf Nordin              | 1'18"  |
| 1995 | Envieuse           | Sancho Pança       | Jean-Étienne Dubois   | Jean-Étienne Dubois     | 1'18"5 |
| 1994 | Dira               | Minou du Donjon    | Jos Verbeeck          | Jean-Claude Rivault     | 1'17"7 |
| 1993 | Charmeuse Bégonia  | Quadrophenio       | Daniel Béthouart      | Daniel Béthouart        | 1'19"9 |
| 1992 | Bahama             | Quito de Talonay   | Jean-Étienne Dubois   | Jean-Pierre Dubois      | 1'17"6 |